# Kyenjojo
Kyenjojo è un centro abitato dell'Uganda, situato nella Regione occidentale. 